# Sarkantyús teknős
A sarkantyús teknős (Centrochelys sulcata) a hüllők (Reptilia) osztályába sorolt teknősök (Testudines) rendjében a szárazföldi teknősfélék (Testudinidae) családjának egyik faja.
Akár 83 centiméteres hosszával és 105 kilogrammos tömegével a galápagosi óriásteknős (Geochelone nigra) és az aldabrai óriásteknős (Aldabrachelys gigantea) után a harmadik legnagyobb szárazföldi teknősféle. Alfajait nem különböztetik meg.

## Rendszertani helyzete
Eredeti tudományos neve Testudo sulcata (Miller 1779). Ma vitatott, hogy a Geochelone nembe sorolják-e, vagy egy különálló Centrochelys nembe.
Holotípusa ma már nem lelhető fel.

## Származása, elterjedése
Afrikában, főleg annak északkeleti részén: Beninben, Csádon, Egyiptomban, Eritreában, Etiópiában, Maliban, Mauritániában, Nigerben, Nigériában, Szenegálban, Szomáliában, Szudánban és Togóban honos.

## Megjelenése, felépítése
A sarkantyús teknős Afrika legnagyobb szárazföldi teknősfaja. Páncélhossza akár 83 cm is lehet, súlya pedig 36-105 kg közötti. A hátpáncélja sárgástól a sötétbarnáig terjedő árnyalatú lehet, a haspáncélja rendszerint világosabb, csontszínű. A páncélon növekedési gyűrűk rajzolódnak ki, melyek az évek előrehaladtával egyre kontrasztosabb rajzolatúak lesznek. Az egyes lemezeket sötét szegély határolja. A nagyon öreg egyedek világosak, akár fehérek is lehetnek. Bőre nagyon vastag, színe az aranysárgától a világosbarnáig terjed. A nevét a hátsó lábán lévő kinövésekről, az ún. sarkantyúkról kapta, melyek szerepe nem ismert. A nemek nehezen megkülönböztethetőek, a hímek nagyobbak, valamivel hosszabb és vastagabb a farkuk, valamint a haspáncéljuk homorúbb.

## Életmódja, élőhelye
Főleg kopár, félsivatagos vidékeken él, de előfordul a száraz, bozótos, akáciás szavannákon is. Ezeken a területeken a nappali hőmérséklet akár az 50 °C-ot is elérheti. Ez éjjel 3–21 °C közé csökken, de néhol éjszakai fagyok is előfordulhatnak. Jellegzetesek a majomkenyérfák, az akáciák, a tamarind, a különféle tüskés bokrok, a Combretum nemzetség fajai és a lágyszárúak.
Kiválóan ás. Amikor az időjárás túl meleg vagy túl hideg lesz, a maga ásta odújába húzódik vissza; ez akár 4 méter mély és 15 méter hosszú is lehet. Többnyire több üreget is használ, és ezeket megosztja fajtársaival és más állatokkal is. A meleg elleni védekezésként a hátpáncélját sárral, mellső lábát pedig a nyálával keni be. Elsősorban hajnalban és alkonyatkor aktív, reggelente pedig a napon sütkérezik, hogy felmelegedjen. A melegebb évszakban sokszor csak alkonyatkor jön elő. A legforróbb időszakban nyári álmot alszik, ilyenkor anyagcseréje nagyon lelassul. Esős időszakokban a legaktívabb. Veszély esetén fejét behúzza páncéljába, mellső lábait pedig elé tartja, hogy védje azt.
Kizárólag növényevő. Elsősorban szukkulens növényeket fogyaszt, így a táplálékkal sok vizet is felvesz, de mellettük más lágyszárúakat is elfogyaszt. Évszaktól függően a friss hajtásokat válogatja ki, vagy az elszáradt, elhalt növényi részeken rágódik, mivel élőhelyén ritka a csapadék, és hónapokig, évekig is elmaradhat. Mivel ritkán áll rendelkezésére elegendő ivóvíz, ezért szervezete nagyon takarékosan bánik a vízzel, és csak kevés és sűrű vizeletet választ ki — többnyire kevesebbet, mint a kisebb termetű európai szárazföldi teknősök.

### Szaporodása

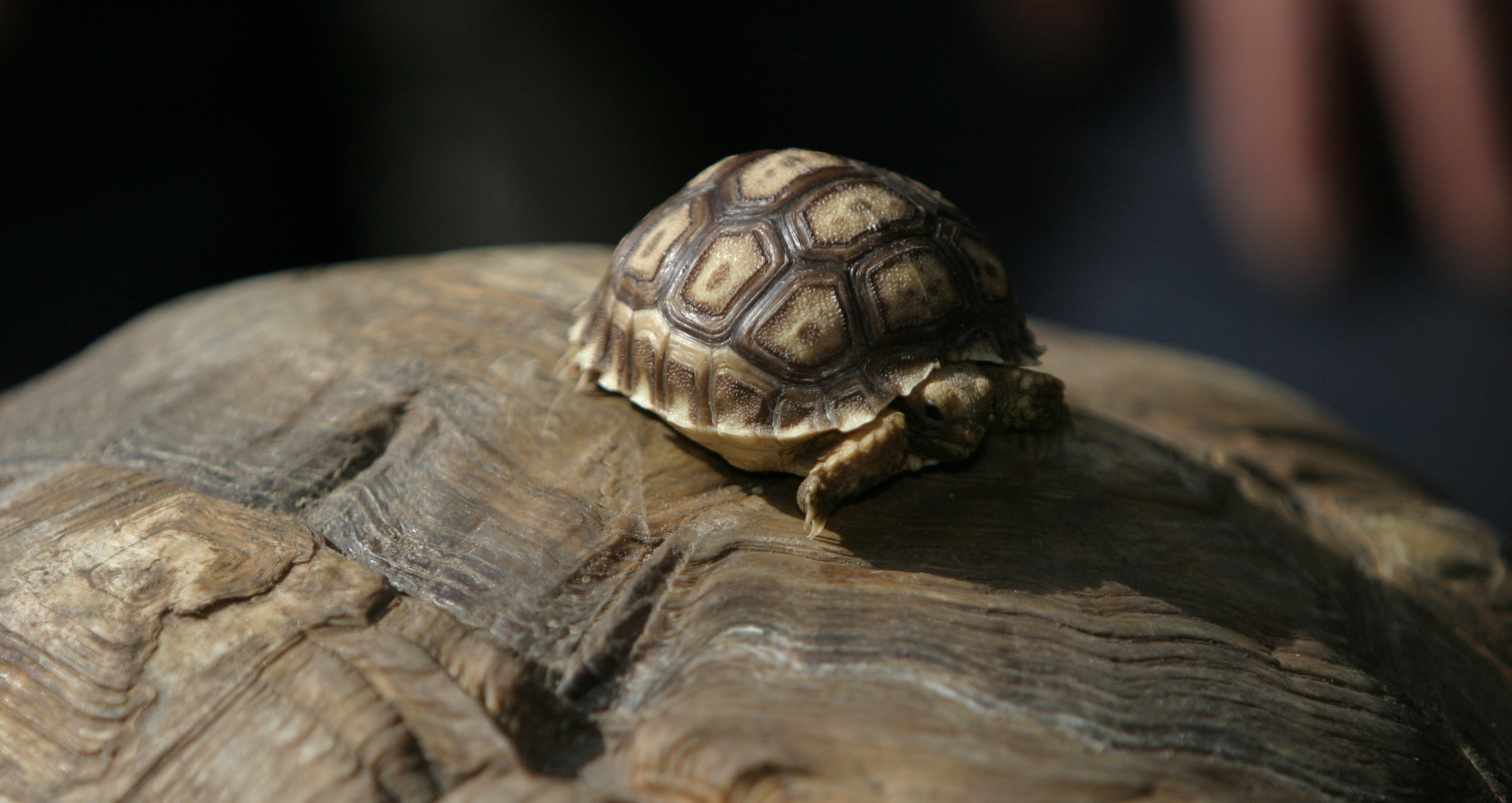
Fiatal sarkantyús teknős anyja hátán

Az ivarérettség nem korhoz, hanem a 15–20 kg eléréséhez kötött. A természetben ez a nőstények 10–12 év után, a hímek 13–15 évesen érik el — fogságban sokkal hamarabb. Az év nagy részében, júniustól márciusig bármikor pározhatnak, de ezt általában az esős évszak után, szeptember és november között teszik. A vetélkedő hímek ilyenkor páncéljukkal lökdösik egymást, és a győztes párosodhat a nősténnyel. A nőstény után járó hímek hosszú utakat is képesek megtenni. Párzás előtt a hím megpróbálja visszatartani a nőstényt, amivel megsebesítheti, akár meg is ölheti. Egy párzás negyedórán át tart, és napjában többször is párosodnak, ami közben a hím rekedten röfög.
A tojásrakás a párzás után egy hónappal kezdődik. A nőstény előtte egyre kevesebbet táplálkozik, majd megfelelő helyet keres a tojásrakáshoz. Négy-öt, körülbelül 60 cm átmérőjű és 7–14 cm mély  gödröt is kiás, mielőtt eldöntené, melyik a fészek jó helye. 15–30 (néha ennél is több) fehér, gömbölyű tojást rak, nagyjából három percenként egyet, majd betemeti a fészket. Egy évben akár 9 fészekalja is lehet. A 4–6 cm páncélhosszúságú, 40 gramm körüli utódok mintegy 8 hónap után kelnek ki, de ez lényegesen hosszabb idő is lehet. Az esős évszak eljövetelekor bújnak elő.
Többnyire 50–100 évig él, de egyes példányok ennél is tovább. 1986-ban a legidősebb fogságban élő egyed az egyiptomi Giza Zoological Gardens 54 éves lakója volt.

## Természetvédelmi helyzete
A Vörös Listán és a Washingtoni Fajvédelmi Egyezmény II. függelékében veszélyeztetettként szerepel.
A kihalás egyelőre nem fenyegeti, de egyes területeken egyedszáma csökken, aminek fő oka életterének beszűkülése a túllegeltetés és az elsivatagosodás miatt. Vadon élő állományát az illegális állatkereskedelem is csökkenti. Fogságban eredményesen tenyésztik.

## A kultúrában
Egyes afrikai kultúrákban a sarkantyús teknősöket az emberek és istenek közötti közvetítőként tisztelik. Ezért a falvak vezetői házuknál tartják a teknősöket.
Némely törzseknél az erényt, a boldogságot, a termékenységet és a hosszú életet jelképezi. Éppen ezért ezeken a területeken könnyebb megértetni a lakossággal a természetvédelem jelentőségét.

## Képek
|  |  |  |  |

## Sarkantyús teknősök fogságban

### Az állatkertekben
Fogságban viszonylag könnyen tarthatóak és szaporíthatóak, bár a magánszemélyeknek gondot okozhat a megfelelő táplálék, hőmérséklet és terület biztosítása. A látogatók érdeklődésé főleg az idős, megtermett példányok keltik fel; ezek igen alkalmasak arra, hogy felhívják a figyelmet az élőhelyüket fenyegető veszélyekre és az illegális állatkereskedelemre. A CITES zéró kvótát javasol a szabadban született egyedek kivitelére. Mivel mind az állatkertek, mind a magántartók több sarkantyús teknőst szeretnének, ezért a faj védelme szempontjából fontos a stabil zárt téri állomány.
Állatkertekben ez az egyik leggyakrabban tartott szárazföldi teknősfaj. Magyarországon is több állatkertben látható:
- Budapesten,
- Debrecenben,
- Győrött,
- Jászberényben,
- Miskolcon,
- Nyíregyházán,
- Pécsett,
- Szegeden és
- Veszprémben.

### Otthon
Magyarországon a faj kizárólag speciális engedéllyel tartható, mivel nevelése szaktudást, felelősséget és megfelelő bánásmódot igényel. Illegális tartásának mértékéről nincsenek adatok, de ennek jele, hogy 2024 szeptemberében egy (bizonnyal megszökött) jelöletlen és chiptelen teknős besétált egy falusi portára. Az állatot a Bükki Nemzeti Park egy állatkertnek kívánja átadni.

## Fordítás
- Ez a szócikk részben vagy egészben  a   Spornschildkröte című német Wikipédia-szócikk fordításán alapul.  Az eredeti cikk szerkesztőit annak laptörténete sorolja fel. Ez a jelzés csupán a megfogalmazás eredetét és a szerzői jogokat jelzi, nem szolgál a cikkben szereplő információk forrásmegjelöléseként.
- Ez a szócikk részben vagy egészben  az   African spurred tortoise című angol Wikipédia-szócikk fordításán alapul.  Az eredeti cikk szerkesztőit annak laptörténete sorolja fel. Ez a jelzés csupán a megfogalmazás eredetét és a szerzői jogokat jelzi, nem szolgál a cikkben szereplő információk forrásmegjelöléseként.